# Йемане, Берекет
Берекет Йемане (англ. Bereket Yemane, род. 27 ноября 1987, Асмэра, Эритрея) — эритрейский шоссейный велогонщик.

## Карьера
Берекет Йемане начал заниматься велоспортом в 2003 году, когда ему было 16 лет.
В 2007 году стал третьим на чемпионате Африки в индивидуальной гонке. В следующем, 2008, году занял второе место на чемпионате Эритреи в групповой гонке.
Выступал преимущественно на алжирских и эритрейских гонках, а также Туре РуандыИвуарийском туре мира, Туре Ливии. Одержал победу на одном из этапов Тура дю Фасо. Выиграл Тур Эритреи.

## Достижения
2007
 Чемпионат Африки — индивидуальная гонка
2008
2-й на Чемпионат Эритреи — групповая гонка
7-й на Чемпионат Африки — индивидуальная гонка
2009
Тур Эритреи
2014
3-й на Тур Блиды
2015
1-й этап на Тур дю Фасо

## Рейтинги
| Год                 | 2009  | 2010 | 2011 | 2012 | 2013 | 2014 | 2015  |
| ------------------- | ----- | ---- | ---- | ---- | ---- | ---- | ----- |
| Африканский тур UCI | 142-й | 25-й | -    | 85-й | -    | 72-й | 138-й |
|                     |       |      |      |      |      |      |       |
| Источник: UCI       |       |      |      |      |      |      |       |